# Tenis na Letních olympijských hrách 2000
Tenis na Letních olympijských hrách 2000 v Sydney měl na programu celkem čtyři soutěže, v jehož rámci se představily mužská dvouhra a čtyřhra, stejně jako ženská dvouhra a čtyřhra.
Poražení semifinalisté odehráli zápas o bronzovou medaili.

## Olympijský turnaj
Olympijský turnaj se konal mezi 19.–28. zářím 2000 na otevřených dvorcích s tvrdým povrchem Rebound Ace v Sydney, metropoli australského svazového státu Nový Jižní Wales. Dějištěm se stal areál NSW Tennis Centre v Olympijském parku, ležící ve čtvrti Homebush Bay. Postaven byl přímo pro olympijskou událost s počtem šestnácti dvorců.

### Průběh soutěží
V prvním kole mužské dvouhry došlo k senzaci, když Francouz Fabrice Santoro vyřadil ve třech setech nervózní nasazenou jedničku Marata Safina z Ruska. Zastoupil ho ovšem jeho krajan Jevgenij Kafelnikov. Ve čtvrtfinále zdolal turnajovou dvojku Gustava Kuertena a prošel až do finále, kde po výhře nad Němcem Tommym Haasem získal zlatou medaili. Pětisetový finálový duel trval tři hodiny a 35 minut.

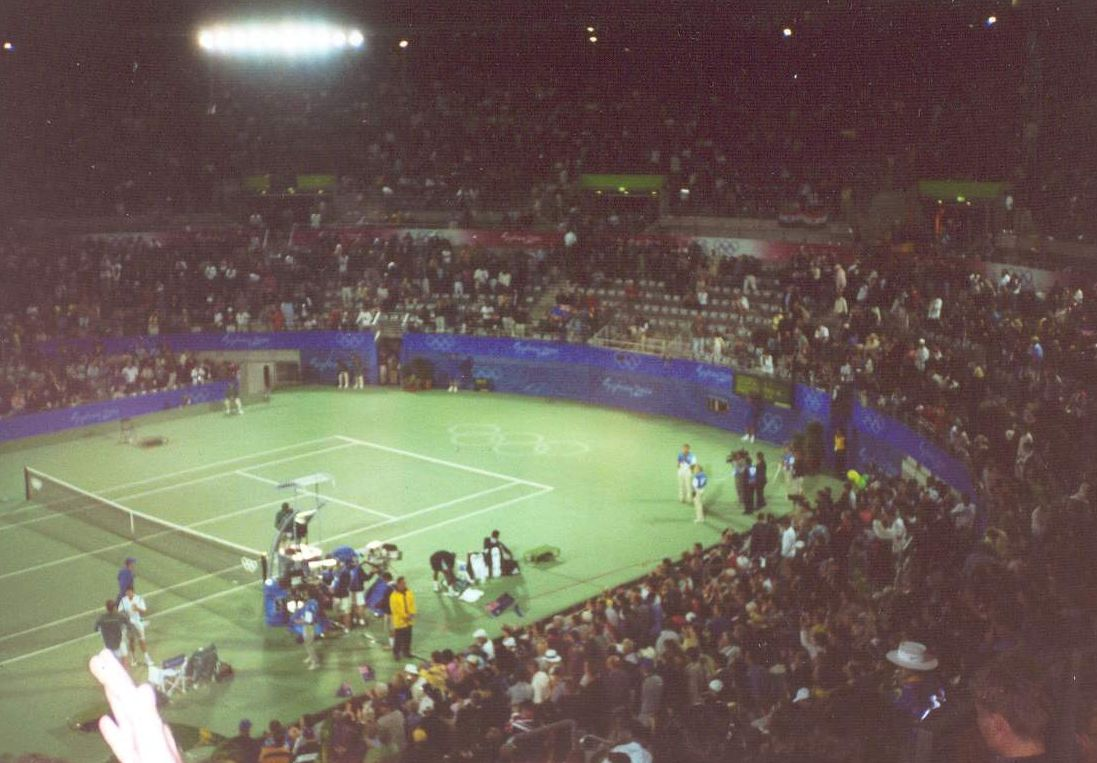
Tenisové utkání na centrálním dvorci během Letních olympijských her 2000

Turnaj předčasně opustili i čeští hráči Jiří Novák a Ctislav Doseděl, již v prvním kole. Jiří Vaněk postoupil do druhého kola, kde podlehl Maxi Mirnému z Běloruska. Novák si s Davidem Riklem dělal větší ambice v deblu, kde startovali v roli třetích nasazených. Po volném losu do druhého kola je vyřadil španělský pár Àlex Corretja a Albert Costa ve třech setech. Singlistky Květa Hrdličková a Adriana Gerši, stejně jako deblový pár Hrdličková s Dájou Bedáňovou, skončily také v prvním kole. Čeští tenisté tak dosáhli jen dvou výher z deseti odehraných zápasů. Kromě Vaňka dokázala vyhrát pouze Bedáňová. Ovšem ve druhém kole ji vyřadila Francouzka Julie Halardová-Decugisová.
Vrcholem pro domácí příznivce bylo finále mužské čtyřhry, ve kterém usilovali o obhajobu zlata z atlantské olympiády Mark Woodforde a Todd Woodbridge. Populární „Woodies“ cestou do finále neztratili ani set, ale v něm podlehli Kanaďanům Lareauovi a Nestorovi. Pro australské tenisty to byl poslední zápas jejich společné kariéry.
| „                                                     | Nejsem zklamaný porážkou, jsem jen dojatý tím, že už to skončilo. | “ |
| — Todd Woodbridge po finálové porážce ve čtyřhře mužů |                                                                   |   |

Zájem o turnaj zvyšovala účast amerických sester Venus a Sereny Williamsových. Mladší ze sourozenkyň Serena Williamsová, ač figurovala v první desítce žebříčku, mohla nastoupit jen do čtyřhry v důsledku omezení tří olympioniček na jednu národní výpravu v soutěži.
Před druhým kolem odstoupila pro zranění Lindsay Davenportová. Pozornost se následně soustředila na Venus Williamsovou, která prodloužila svou sérii 32zápasové neporazitelnosti a ve finále zdolala Rusku Dementěvovou. Sestry Williamsovy nastoupily do čtyřhry jako nenasazené, protože na turnajích okruhu WTA Tour běžně nestartovaly. Z osmifinále postoupily, i přes ztrátu setu, výhrou nad ruským párem Jelena Lichovcevová a Anastasija Myskinová. Ve finále ztratily jen dvě hry proti nizozemské dvojici Kristie Boogertová a Miriam Oremansová.

## Přehled medailí

### Medailisté
| Soutěž         | Zlato                                                                 | Stříbro                                                   | Bronz                                                  |
| Mužská dvouhra | Jevgenij Kafelnikov · Rusko (RUS)                                     | Tommy Haas · Německo (GER)                                | Arnaud di Pasquale · Francie (FRA)                     |
| Ženská dvouhra | Venus Williamsová · Spojené státy americké (USA)                      | Jelena Dementěvová · Rusko (RUS)                          | Monika Selešová · Spojené státy americké (USA)         |
| Mužská čtyřhra | Sebastien Lareau · Daniel Nestor · Kanada (CAN)                       | Todd Woodbridge · Mark Woodforde · Austrálie (AUS)        | Àlex Corretja · Albert Costa · Španělsko (ESP)         |
| Ženská čtyřhra | Serena Williamsová · Venus Williamsová · Spojené státy americké (USA) | Kristie Boogertová · Miriam Oremansová · Nizozemsko (NED) | Els Callensová · Dominique van Roostová · Belgie (BEL) |

### Pořadí národů
| Pořadí | Země                         | Zlato | Stříbro | Bronz | Celkem |
| 1.     | Spojené státy americké (USA) | 2     | 0       | 1     | 3      |
| 2.     | Rusko (RUS)                  | 1     | 1       | 0     | 2      |
| 3.     | Kanada (CAN)                 | 1     | 0       | 0     | 1      |
| 4.     | Austrálie (AUS)              | 0     | 1       | 0     | 1      |
| 4.     | Německo (GER)                | 0     | 1       | 0     | 1      |
| 4.     | Nizozemsko (NED)             | 0     | 1       | 0     | 1      |
| 7.     | Belgie (BEL)                 | 0     | 0       | 1     | 1      |
| 7.     | Francie (FRA)                | 0     | 0       | 1     | 1      |
| 7.     | Španělsko (ESP)              | 0     | 0       | 1     | 1      |